# Xestoleptura baeckmanni
Xestoleptura baeckmanni là một loài bọ cánh cứng trong họ Cerambycidae.